# Địa phủ (phương Đông)
Địa phủ (Chữ Hán: 地府) hay địa ngục (Chữ Hán: 地獄) là vương quốc của người chết trong thần thoại Trung Quốc và Việt Nam. Nơi này được tạo nên dựa trên sự kết hợp của khái niệm Naraka trong Phật giáo cùng tín ngưỡng truyền thống của Trung Quốc về thế giới bên kia cùng với nhiều các mở rộng phổ biến và diễn giải lại của hai truyền thống này.
Địa phủ thường được mô tả như một mê cung dưới lòng đất với nhiều tầng và phòng khác nhau, là nơi mà linh hồn sau khi thoát xác sẽ phải đi qua để chuộc những tội lỗi mà họ đã phạm phải khi còn sống. Số lượng chính xác các tầng trong địa phủ và các vị thần liên quan là khác nhau giữa các diễn giải Phật giáo và Đạo giáo. Một số người nói rằng chỉ có từ ba đến bốn "tòa"; những người khác lại nói có đến mười tòa (Thập Điện Diêm La), mỗi tòa án được cai trị bởi một thẩm phán (gọi chung là Thập Điện Diêm Vương); một số khác lai theo truyền thuyết Trung Quốc và nói có "Mười tám tầng Địa ngục". Các tòa địa phủ này sẽ xử lý các tội lỗi khác nhau và có các hình phạt khác nhau; hầu hết các truyền thuyết đều cho rằng linh hồn tội nhân phải chịu những sự tra tấn khủng khiếp cho đến khi "chết", sau đó họ được trả lại trạng thái ban đầu để tiếp tục bị tra tấn.

## Thập Điện Diêm La
Khái niệm về "Thập Điện Diêm La" (chữ Hán: 十殿閻羅) bắt đầu sau khi tín ngưỡng dân gian Trung Quốc bị ảnh hưởng bởi Phật giáo. Trong thần thoại Trung Quốc, Ngọc Hoàng đã cho Diêm Vương phụ trách giám sát công việc dưới Âm phủ. Có 12.800 địa ngục nằm dưới lòng đất - tám địa ngục đen tối, tám địa ngục lạnh và 84.000 địa ngục hỗn tạp nằm ở rìa tiểu thế giới. Tất cả mọi người đều phải đến Địa ngục sau khi chết nhưng khoảng thời gian mà một người phải ở dưới này không phải là vô hạn-điều này phụ thuộc vào mức độ nghiêm trọng của tội lỗi mà người ta phạm phải. Sau khi chịu hình phạt, cuối cùng họ sẽ được gửi vào luân hồi. Trong khi đó, linh hồn đi từ tòa này đến tòa khác theo quyết định của Diêm Vương. Diêm Vương cũng giảm số lượng địa ngục xuống còn mười. Ông đã chia Địa ngục thành mười tòa án hay mười điện, mỗi điện này được giám sát bởi một vị "vương" khác, nhưng Diêm Vương vẫn là người nắm toàn quyền dưới Địa phủ.
| #  | Tên hiệu                 | Tên họ   | Ngày sinh (Âm lịch) | Phụ trách (xem thêm bài Thập Điện Diêm vương) | Lưu ý                    |
| -- | ------------------------ | -------- | ------------------- | --------------------------------------------- | ------------------------ |
| 1  | Tần Quảng Vương 秦廣王   | Tương 蔣 | Mồng 1 tháng Hai    | Sinh, tử và số mệnh tất thảy con người        | Được cho là Tương Tử Văn |
| 2  | Sở Giang Vương 楚江王    | Lịch 歷  | Mồng 1 tháng Ba     | Sañjīva, Arbuda (tên các địa ngục)            |                          |
| 3  | Tống Đế Vương 宋帝王     | Dư 余    | Mồng 8 tháng Hai    | Kālasūtra, Nirarbuda                          |                          |
| 4  | Ngũ Quan Vương 五官王    | Lữ 呂    | 18 tháng Hai        | Saṃghāta, Aṭaṭa                               |                          |
| 5  | Diêm La Vương 閻羅王     | Bao 包   | Mồng 8 tháng Giêng  | Raurava, Hahava                               | Được cho là Bao Công     |
| 6  | Biện Thành Vương 卞城王  | Tất 畢   | Mồng 8 tháng Ba     | Mahāraurava, Huhuva, và Uổng Tử Thành         |                          |
| 7  | Thái Sơn Vương 泰山王    | Đổng 董  | 27 tháng Ba         | Tapana, Utpala                                |                          |
| 8  | Đô Thị Vương 都市王      | Hoàng 黃 | Mồng 1 tháng Tư     | Pratāpana, Padma                              |                          |
| 9  | Bình Đẳng Vương 平等王   | Lục 陸   | Mồng 8 tháng Tư     | Avīci, Mahāpadma                              |                          |
| 10 | Chuyển Luân Vương 轉輪王 | Tiết 薛  | 17 tháng Tư         | Đưa linh hồn vào luân hồi                     |                          |